# District de Hebei
Le district de Hebei (chinois : 河北区 ; pinyin : héběi qū) est une subdivision du centre de la municipalité de Tianjin en Chine.

## Monuments
On y trouve notamment l'Église Notre-Dame des Victoires, église catholique construite par les Français, et le Temple de la Grande Compassion, temple bouddhiste. Ils sont tous les deux protégés dans la liste des sites historiques et culturels majeurs protégés au niveau national pour la municipalité de Tianjin (zh).